# N. G. L. Hammond
Nicholas Geoffrey Lemprière Hammond (15 de noviembre de 1907-24 de marzo de 2001) fue un académico británico especializado en la Antigua Grecia, empleado en la Dirección de Operaciones Especiales en Grecia durante la Segunda Guerra Mundial.

## Biografía y escritos
Hammond estudió clásicas en el Fettes College  y el Gonville and Caius College, de Cambridge. Destacó en sus exámenes y fue en sus vacaciones a visitar Grecia y Albania a pie, adquiriendo conocimiento sincomparable de la topografía y terreno, así como fluidez en albanés. Estas habilidades lo han llevado a ser contratado por el ejecutivo de la Dirección de Operaciones Especiales durante la Segunda Guerra Mundial, en 1940. Sus actividades comprendieron muchas misiones de sabotaje peligroso en Grecia (en particular en la isla griega de Creta) y en Albania. Como oficial, en 1944 estaba al mando de la misión militar aliada a la resistencia griega en Tesalia y Macedonia. Conoció a fondo aquellas regiones. Publicó un libro de memorias sobre su servicio en la guerra con el título Venture into Greece en 1983. Fue condecorado con la Orden del Servicio Distinguido y la Orden del Fénix de Grecia.
En la posguerra, Hammond regresó al mundo académico, como tutor senior en el Clare College de Cambridge. En 1954 fue director del Clifton College de Bristol y en 1962 estuvo nombrado profesor de griego en la Universidad de Brístol, cargo que ocupó hasta su jubilación en 1973. Fue elegido Fellow de la British Academy en 1968 y miembro honorario del Centre des Nouvelles études de l'histoire, de la philosophie et des problèmes sociaux en Clermont-Ferrand en 1988.
Su materia de estudio se centró en la historia de la antigua Macedonia y Epiro. Fue también redactor y colaborador de varios volúmenes de la Cambridge Ancient History y la segunda edición del Oxford Classical Dictionary. Es conocido por sus obras sobre Alejandro Magno y por sugerir la identificación de Vergina con Egas, la antigua ciudad real macedonia, antes de los descubrimientos arqueológicos.

## Obras (selección)
1. A History of Greece to 322 B.C. (1959)
2. Epirus: the Geography, the Ancient Remains, the History and Topography of Epirus and Adjacent Areas (1967)
3. Migrations and invasions en Greece and Adjacent Areas (1976)
4. ed. Atlas of the Greek and Roman World en Antiquity (1981)
5. Philip of Macedon (1994)
6. The Genius of Alexander the Great (1997)
7. The Classical Age of Greece (1999)
8. Poetics of Aristotle: Rearranged, Abridged and Translated for Better Understanding by the General Reader (2001)
9. A History of Macedon Volumen I: Historical Geography and Prehistory (1972)
10. A History of Macedon Volumen II: 550-336 B.C. (1979)
11. A History of Macedon Volumen III: 336-167 B.C. (1988)
12. Alexander the Great. King, Commander, and Statesman
13. History of Macedonia
14. Oxford Classical Dictionary (segunda edición)
15. The end of Mycenaean Civilization and Dark Age: the literary tradition